# Chu Čchun-chua
Chu Čchun-chua (čínsky pchin-jinem Hú Chūnhuá, znaky zjednodušené 胡春华, tradiční 胡春華, * 1963 Wu-feng) je čínský politik, od roku 2023 místopředseda celostátního výboru Čínského lidového politického poradního shromáždění, předtím člen politbyra ústředního výboru Komunistické strany Číny (2012–2022) a vicepremiér ve druhé Li Kche-čchiangově vládě (2018–2023). Značnou část své kariéry strávil v Tibetu a ve stranické hierarchii vystoupal skrze Čínskou komunistickou ligu mládeže, kterou nakonec krátce vedl. V letech 2008–2009 byl guvernér provincie Che-pej, poté tajemník stranického výboru ve Vnitřním Mongolsku a následně dalších pět let v nejlidnatější čínské provincii Kuang-tung.

## Životopis

### Mládí a působení v Tibetu
Chu Čchun-chua se narodil v roce 1963 v okrese Wu-feng v městské prefektuře I-čchang v provincii Chu-pej. Do Komunistické strany Číny vstoupil v roce 1983. Na Pekingské univerzitě absolvoval studium čínského jazyka. Z Pekingu poté odjel pracovat do Tibetu. Svou kariéru začal jako kádr v organizačním oddělení lokální ligy mládeže a v roce 1987 se již stal zástupcem tajemníka. Do Pekingu se vrátil v roce 1997, aby působil v sekretariátu Čínské komunistické ligy mládeže a jako místopředseda Všečínské federace mládeže. V roce 2001 se opět vrátil do Tibetu, kde postupně působil jako generální tajemník stálého výboru Komunistické strany Číny v Tibetské autonomní oblasti, zástupce tajemníka stranického výboru, výkonný místopředseda vlády Tibetské autonomní oblasti a prezident stranické školy v Tibetu.

### Vzestup na celostátní úroveň
V listopadu 2006 se ve svých 43 letech stal byl prvním tajemníkem Ústředního výboru Komunistického svazu mládeže, jímž byl do dubna 2008. V roce 2007 se na XVII. sjezdu Komunistické strany Číny stal členem Ústředního výboru. V letech 2008-2009 byl nejprve úřadujícím a následně řádným guvernérem Che-peje, přičemž byl nejmladším guvernérem provincie v Číně. Následně byl od listopadu 2009 do 18. prosince 2012 tajemníkem komunistické strany ve Vnitřním Mongolsku.

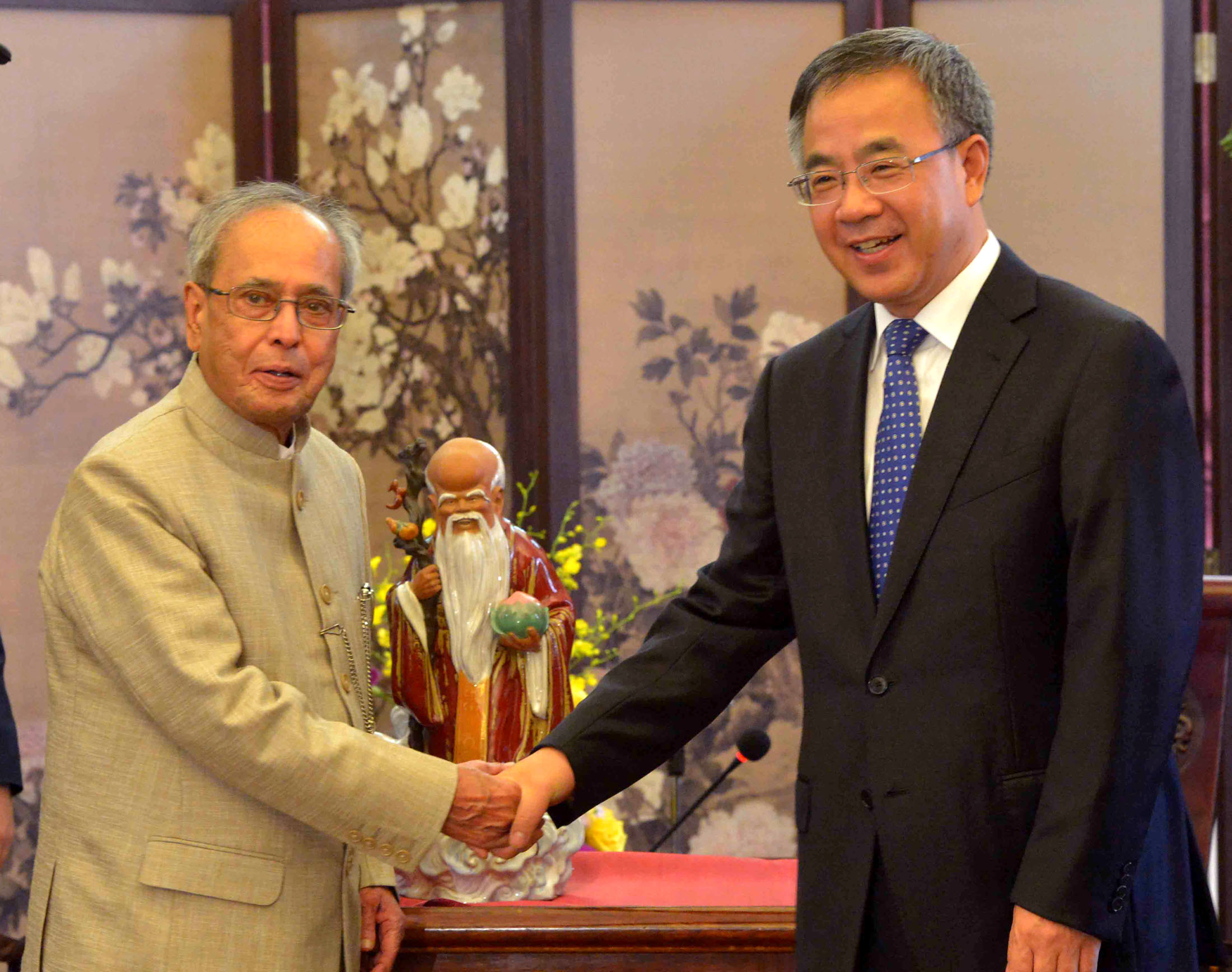
Setkání Chu Čchun-chuaa, tehdy stranického tajemníka Kuang-tungu, a prezidenta Indie Pranaba Mukherdžího v Kantonu v roce 2015.

Od 15. listopadu 2012 byl členem 18. politbyra ústředního výboru Komunistické strany Číny. 18. prosince 2012 byl jmenován tajemníkem výboru Komunistické strany Číny v Kuang-tungu, nejlidnatější provincii Číny. Ve funkci nahradil Wang Janga. V Kuang-tungu si Chu Čchun-chua vysloužil reputaci jako ne příliš nápadný, akční lídr, který nemá v oblibě byrokracii a nepotrpí si na formality. Na jeho popud provinční vláda také zasáhla proti obchodu s drogami a prostituci ve městě Tung-kuan. V oblasti byly provedeny masivní razie a šéfové místní policie, kteří problém ignorovali, byli zbavení funkcí. Během svého působení Chu podnikl několik cest do zahraničí; v roce 2016 podnikl návštěvy Spojených států a Mexika a v roce 2017 Spojeného království, Izraele a Irska. Také se často setkával se zahraničními představiteli přímo v Kuang-tungu, díky čemuž byl vnímán jako zkušenější na mezinárodním poli. V Kuang-tungu skončil 28. října 2017, kdy jej nahradil Li Si.

### Člen vlády
19. března 2018 byl Všečínským shromážděním lidových zástupců zvolen vicepremiérem a stal se tak členem druhé vlády Li Kche-čchianga.
Na XX. sjezdu KS Číny v říjnu 2022 byl znovuzvolen do ústředního výboru, nikoliv však do politbyra. V březnu následujícího roku pak odešel z vlády a náhradou byl zvolen místopředseda celostátního výboru Čínského lidového politického poradního shromáždění.